# Świercze-Siółki
Świercze-Siółki [pronunciación en polaco: /ˈɕfjɛrt͡ʂɛ ˈɕuu̯ki/] es un pueblo ubicado en el distrito administrativo de Gmina Świercze, dentro del Condado de Pułtusk, Voivodato de Mazovia, en el este de Polonia central.